# كاثرين دان
كاثرين دان (بالإنجليزية: Katherine Dunn)‏‏ (24 أكتوبر 1945 في غاردن سيتي - 11 مايو 2016 في بورتلاند، أوريغون) كاتِبة، وروائية، وصحفية، وشاعرة، ومقدمة برامج إذاعية، وكاتبة حول الرياضة من الولايات المتحدة.

## روابط خارجية
- كاثرين دان على موقع ميوزك برينز (الإنجليزية)